# Limnaecia crossomela
Limnaecia crossomela é uma espécie de mariposa da família das Cosmopterigidae. É natural da Austrália.